# Typophyllum lacinipenne
Typophyllum lacinipenne är en insektsart som beskrevs av Günther Enderlein 1917. Typophyllum lacinipenne ingår i släktet Typophyllum och familjen vårtbitare. Inga underarter finns listade i Catalogue of Life.